# Liste des invités au couronnement de Charles III et de Camilla Parker Bowles

Pays dont des représentants étaient présents à la cérémonie.

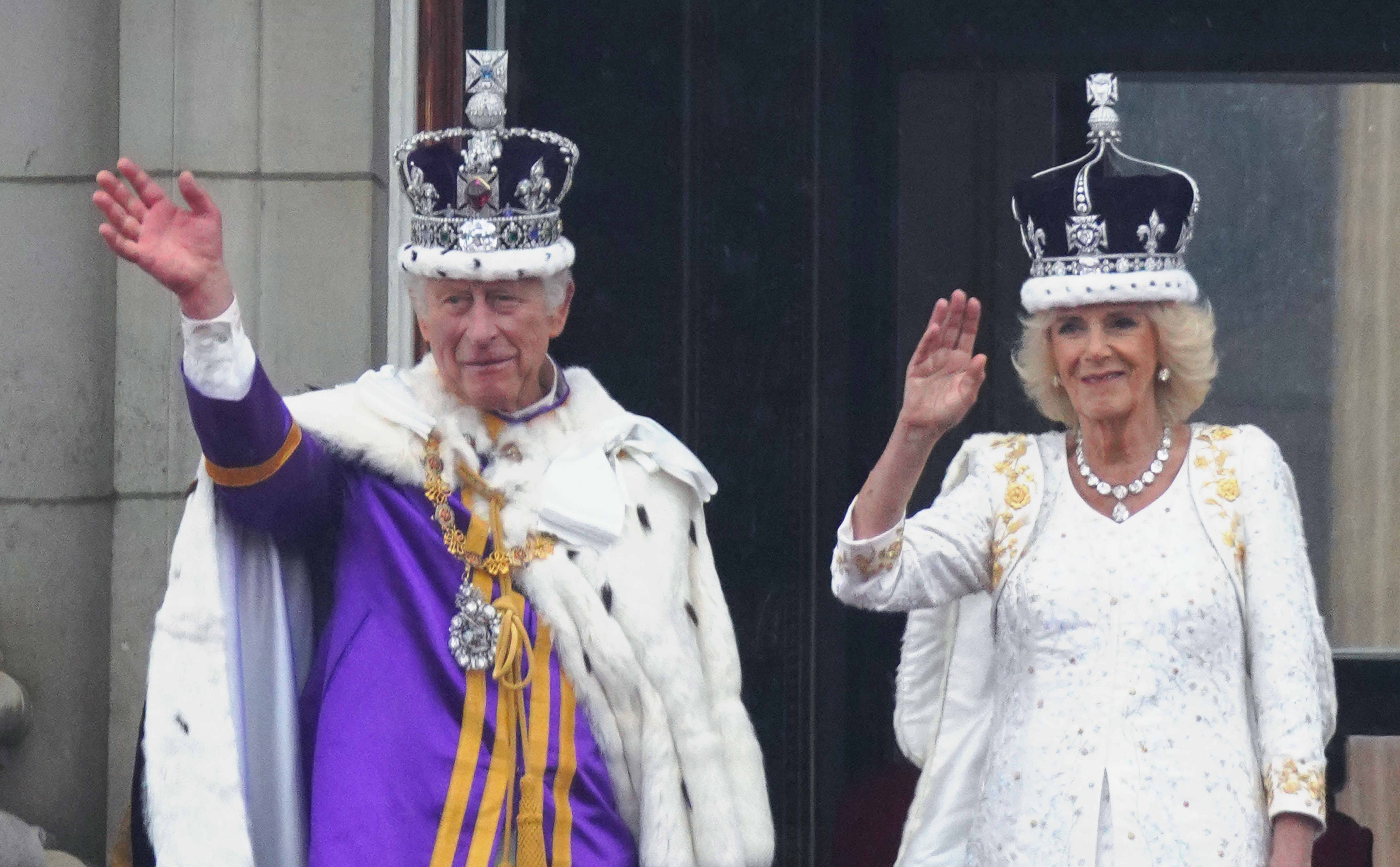
Charles III et Camilla Parker Bowles sur le balcon frontal du Palais de Buckingham.

Cette page dresse la liste des invités au couronnement de Charles III et de Camilla Parker Bowles.
Le couronnement de Charles III et de Camilla Parker Bowles en tant que roi et reine consort du Royaume-Uni et des autres royaumes du Commonwealth a eu lieu le 6 mai 2023. Approximativement, 2 200 personnes ont été invitées à assister à l'événement, dont des membres de la famille royale, des représentants de l'Église d'Angleterre, d'importantes personnalités politiques du Royaume-Uni et du Commonwealth, mais aussi des chefs de l'État et monarques étrangers. Des invités de 203 États ont assisté à l'événement.

## Famille royale britannique et proches

### Descendants de Charles III

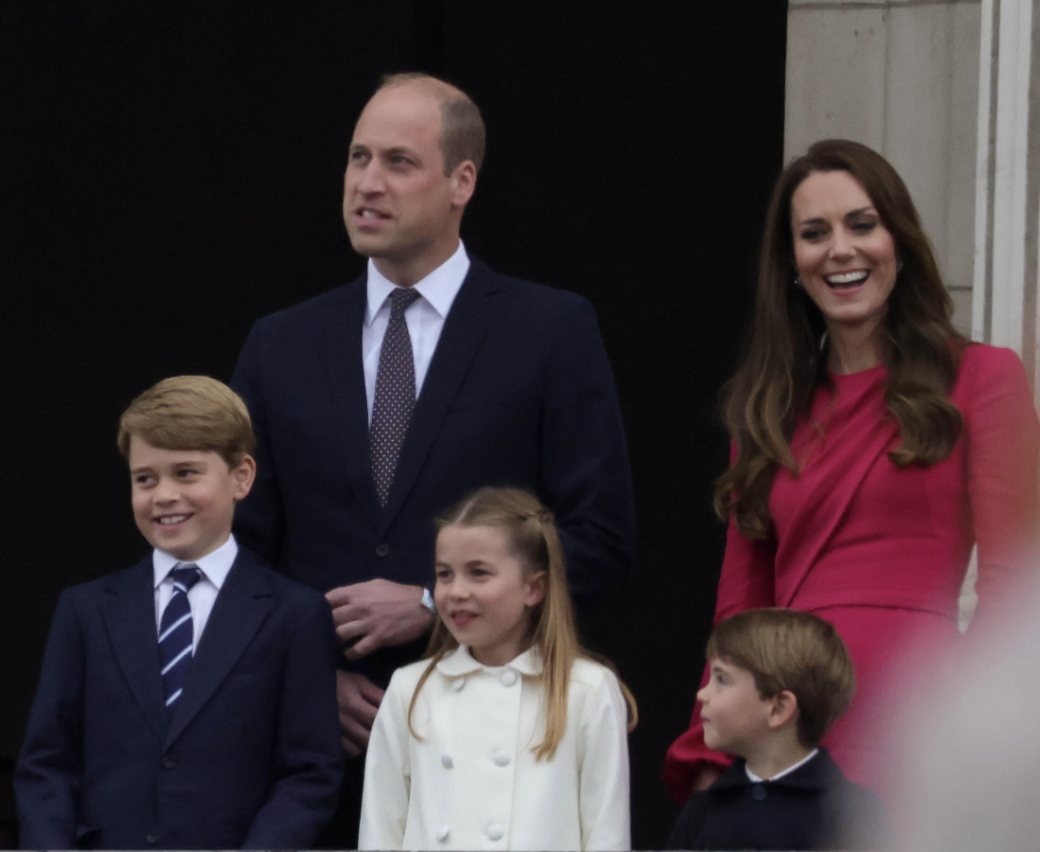
Le prince et la princesse de Galles, avec leurs enfants le prince George, la princesse Charlotte et le prince Louis, ont assisté au couronnement.

- Le prince et la princesse de Galles, fils et belle-fille du roi[3].
  - Le prince George de Galles, petit-fils du roi[4],[5].
  - La princesse Charlotte de Galles, petite-fille du roi[4],[5].
  - Le prince Louis de Galles, petit-fils du roi[4],[5].
- Le duc de Sussex, fils du roi[6].

### Autres descendants d'Élisabeth II
- La princesse royale et le vice-amiral Sir Timothy Laurence, sœur et beau-frère du roi[7].
  - Peter Phillips, neveu du roi[7].
  - Zara et Michael Tindall, nièce et neveu par alliance du roi[7].
- Le duc d'York, frère du roi[7].
  - La princesse Beatrice et Edoardo Mapelli Mozzi, nièce et neveu par alliance du roi[7].
  - La princesse Eugenie et Jack Brooksbank, nièce et neveu par alliance du roi[7].
- Le duc et la duchesse d'Édimbourg, frère et belle-sœur du roi[7].
  - Lady Louise Windsor, nièce du roi[7].
  - James, comte de Wessex, neveu du roi[7].

### Autres descendants de George VI
- Le comte de Snowdon, cousin germain du roi[7].
  - Charles Armstrong-Jones, vicomte Linley, fils du comte de Snowdon[7].
  - Margarita Armstrong-Jones, fille du comte de Snowdon[7].
- Lady Sarah et Daniel Chatto, cousine germaine du roi et son époux[7].
  - Samuel Chatto, fils de Lady Sarah et Daniel Chatto[7].

### Autres descendants de George V
- Le duc et la duchesse de Gloucester, cousin germain d'Élisabeth II et son épouse[7].
  - Alexander Windsor, comte d'Ulster, fils du duc et de la duchesse de Gloucester[7],[8].
  - Lady Davina Windsor, fille du duc et de la duchesse de Gloucester[7].
  - Lady Rose Gilman, fille du duc et de la duchesse de Gloucester[7].
- Le duc de Kent, cousin germain d'Élisabeth II[7].
  - George Windsor, fils du duc de Kent[7].
  - Helen Taylor, fille du duc de Kent[7].
  - Nicholas Windsor, fils du duc de Kent[7].
- La princesse Alexandra de Kent, cousine germaine d'Élisabeth II[7].
  - James Ogilvy, fils d'Alexandra de Kent[7].
  - Marina Ogilvy, fille d'Alexandra de Kent[7].
- Le prince et la princesse Michael de Kent, cousin germain d'Élisabeth II et son épouse[7].
  - Lord Frederick Windsor, fils du prince et de la princesse Michael de Kent[7],.
  - Lady Gabriella Kingston, fille du prince et de la princesse Michael de Kent[7].

### Autres membres de la famille royale
- Sir Simon et Lady Caroline Bowes-Lyon, cousin germain du roi et son épouse.
- Penelope Knatchbull, comtesse Mountbatten de Birmanie, épouse de Norton Knatchbull, cousin germain du roi.

### Familles Shand et Parker Bowles
- Andrew Parker Bowles, ex-mari de la reine[9].
  - Thomas Parker Bowles, fils de la reine[7].
    - Lola Parker Bowles, petite-fille de la reine[7].
    - Frederick Parker Bowles, petit-fils de la reine[7].

  - Laura et Harry Lopes, fille et beau-fils de la reine[7].
    - Eliza Lopes, petite-fille de la reine[3].
    - Louis Lopes, petit-fils de la reine[3].
    - Gus Lopes, petit-fils de la reine[3].
- Annabel Elliot, sœur de la reine
  - Benjamin et Mary-Clare Elliot, neveu de la reine et sa femme.
    - Arthur Elliot, petit-neveu de la reine[3].
    - Ike Elliot, petit-neveu de la reine.

  - Alice et Luke Irwin, nièce de la reine et son mari.
    - Otis Irwin, petit-neveu de la reine.
    - Violet Irwin, petite-nièce de la reine.

  - Catherine Elliot, nièce de la reine.
  - Ayesha Shand, nièce de la reine et fille de Mark Shand.

### Famille Middleton
- Michael et Carole Middleton, parents de la princesse de Galles[10].
  - Philippa Matthews, sœur de la princesse de Galles[10].
  - James Middleton, frère de la princesse de Galles[10].

## Royaume-Uni

### Anciens et actuel Premiers ministres
- Le Premier ministre Rishi Sunak et son épouse, Akshata Murty[11].
  - Sir John Major, Premier ministre de 1990 à 1997[7].
  - Sir Tony Blair, Premier ministre de 1997 à 2007, et son épouse, Cherie Blair[7].
  - Gordon Brown, Premier ministre de 2007 à 2010, et son épouse, Sarah Brown[7].
  - David Cameron, Premier ministre de 2010 à 2016, et son épouse, Samantha Cameron[7].
  - Theresa May, Première ministre de 2016 à 2019, et son époux, Sir Philip May[7].
  - Boris Johnson, Premier ministre de 2019 à 2022, et son épouse, Carrie Johnson[7].
  - Liz Truss, Première ministre en 2022, et son époux, Hugh O'Leary[7].

### Grands officiers d'État

#### Angleterre
- Sir Gordon Messenger, lord grand intendant[12].
- Alex Chalk, lord grand chancelier et secrétaire d'État à la Justice[7].
- Penny Mordaunt, lord président du Conseil et leader de la Chambre des communes[7].
- Nicholas True, Baron True, lord du sceau privé et leader de la Chambre des lords[7].
- Rupert Carington, 7e baron Carrington, lord-grand-chambellan[13].
- Sir Tony Radakin, lord-grand-connétable et chef d'état-major de la défense[12].
- Edward Fitzalan-Howard, 18e duc de Norfolk, comte-maréchal d'Angleterre[7].

#### Écosse
- Anthony Lindsay, 30e comte de Crawford, député du grand intendant d'Écosse[12].
- Merlin Hay, 24e comte d'Erroll, lord-grand-connétable d'Écosse[13].

### Membres du cabinet
- Oliver Dowden, vice-Premier ministre et chancelier du duché de Lancastre[7].
- Jeremy Hunt, chancelier de l'Échiquier[7].
- James Cleverly, secrétaire d'État aux Affaires étrangères, du Commonwealth et du Développement[7].
- Suella Braverman, secrétaire à l'Intérieur[7].
- Ben Wallace, secrétaire d'État à la Défense[7].
- Grant Shapps, secrétaire d'État à la Sécurité énergétique et à la Neutralité carbone[7].
- Michelle Donelan, secrétaire d'État à la Science, à l'Innovation et à la Technologie[7].
- Michael Gove, secrétaire d'État à l'Égalité des chances, au Logement et aux Communautés[7].
- Steve Barclay, secrétaire d'état à la Santé et à l'Action sociale[7].
- Kemi Badenoch, secrétaire d'État aux Affaires et au Commerce[7].
- Thérèse Coffey, secrétaire d'État à l'Environnement, à l'Alimentation et au Monde rural[7].
- Mel Stride, secrétaire d'État au Travail et aux Retraites[7].
- Gillian Keegan, secrétaire d'État à l'Éducation[7].
- Mark Harper, secrétaire d'État aux Transports[7].
- Lucy Frazer, secrétaire d'État à la Culture, aux Médias et aux Sports[7].
- Chris Heaton-Harris, secrétaire d'État pour l'Irlande du Nord[7].
- Alister Jack, secrétaire d'État pour l'Écosse[7].
- David TC Davies, secrétaire d'État pour le Pays de Galles[7].

### Autres ministres
- Victoria Prentis, procureur général pour l'Angleterre et le pays de Galles[14],[15].

### Autres chefs de partis politiques britanniques
- Sir Keir Starmer, chef de l'opposition et du Parti travailliste[7].
- Sir Ed Davey, chef des Libéraux-démocrates[7].
- Sir Jeffrey Donaldson, chef du Parti unioniste démocrate[16].
- Stephen Flynn, chef du Parti national écossais à la Chambre des communes[17].

### Membres du Parlement
- Sir Lindsay Hoyle, président de la Chambre des communes[7].
- Simon Baynes, membre du Parlement pour Clwyd South[18].
- Ian Blackford, membre du Parlement pour Ross, Skye and Lochaber[17].
- Andy Carter, membre du Parlement pour Warrington South[19].
- Laura Farris, membre du Parlement pour West Berkshire[20].
- Sarah Green, membre du Parlement pour Chesham and Amersham.
- Mark Harper, membre du Parlement pour Forest of Dean[21].
- Richard Holden, membre du Parlement pour North West Durham[22].
- Brendan O'Hara, membre du Parlement pour Argyll and Bute[23].
- Kelly Tolhurst, membre du Parlement pour Rochester and Strood.

### Premiers ministres des gouvernements décentralisés
- Humza Yousaf, Premier ministre d'Écosse.
- Mark Drakeford, Premier ministre du pays de Galles.
- Michelle O'Neill, Première ministre d'Irlande du Nord désignée.

### Dirigeants d'autres partis politiques dans les nations dévolues
- Jim Allister, chef de la Voix unioniste traditionnelle[24].
- Doug Beattie, chef du Parti unioniste d'Ulster[24].
- Alex Cole-Hamilton, chef des Libéraux-démocrates écossais[17].
- Colum Eastwood, chef du Parti social-démocrate et travailliste[24].
- Naomi Long, chef du Parti de l'Alliance d'Irlande du Nord[24].
- Douglas Ross, chef de l'opposition au Parlement écossais et chef du Parti conservateur écossais[17].
- Anas Sarwar, chef du Parti travailliste écossais[17].

### Membres des parlements dévolus
- Alison Johnstone, présidente du Parlement écossais[17].
- Alex Maskey, président de l'Assemblée d'Irlande du Nord[25].
- David Rees, vice-président du Parlement gallois.

### Autres pairs du royaume
- Le duc de Buccleuch, porteur du sceptre à la croix[12].
- Le duc de Wellington, porteur de la couronne de la reine Mary[12].
- Le duc de Westminster, porteur de l'étendard des armes royales d'Angleterre[12].
- Charles Alexander Vaughan Paget, marquis d'Anglesey, porteur de l'étendard de la principauté de Galles[12].
- Le marquis de Cholmondeley, futur lord et ancien lord grand-chambellan d'Angleterre, et la marquise de Cholmondeley.
  - Lord Oliver Cholmondeley, page d'honneur du roi[3].
- La baronne Smith de Basildon, chef de l'opposition à la Chambre des lords[7].
- Le comte de Derby.
- Le comte de Loudoun, porteur des éperons d'or[13].
- Le comte de Dalhousie, vice-capitaine général de la King's Body Guard for Scotland.
- Le comte et la comtesse d'Airlie.
- Le comte de Dundee, porteur de la bannière royale d'Écosse.
- Le comte de Courtown, capitaine des Yeomen of the Guard.
- Le comte de Caledon, porteur de l'étendard des armes royales d'Irlande du Nord, et la comtesse de Caledon[12].
- Le comte de Rosslyn, Lord steward of His Majesty's Household, et la comtesse de Rosslyn.
- Le comte et la comtesse Peel.
- Lord Hastings, porteur des éperons d'or.
- Lord Mauley, maître du Cheval.
- Lord Rothschild.
- Lord et Lady Cavendish of Furness, ex-lord-in-waiting et sa femme.
- Lord Hope de Craighead, représentant du Plus Ancien et Plus Noble Ordre du Chardon.
- Lord Eames, représentant de l'ordre du Mérite.
- Lord et Lady Lloyd-Webber, le compositeur de l'hymne de couronnement « Make a Joyful Noise » et sa femme.
- La baronne Amos, participante à l'acte de reconnaissance de Sa Majesté[12].
- La baronne Kennedy de The Shaws, porteuse de la canne de la reine[12].
- Lord Patel, présentant l'anneau[12].
- La baronne Ashton de Upholland, représentant l'Ordre le Plus Distingué de St Michael et de St George.
- Lord Coe, représentant l'Ordre des compagnons d'honneur.
- Lord Darzi of Denham, porteur des armills.
- La baronne Manningham-Buller, porteuse du staff de St Edward[12].
- Lord McFall de Alcluith, lord président de la Chambre des lords.
- La baronne Benjamin, portant le sceptre à la colombe[12].
- Lord Singh de Wimbledon, présentant les gants de couronnement[12].
- Lord Williams d'Oystermouth, ex-archevêque de Canterbury.
- La baronne Williams de Trafford, capitaine des Honourable Corps of Gentlemen-at-Arms.
- Lord Richards de Herstmonceux, porteur de l'épée de la justice spirituelle[12].
- Lord Chartres, porteur de l'anneau de la Reine et présentant le sceptre à la croix de la Reine[12].
- Lord Houghton de Richmond, porteur de l'épée de la justice temporelle[12].
- Lord Kamall, présentant les armills[12].
- La baronne Merron, présentant la robe royale[12].
- Lord Parker de Minsmere, lord chambellan.
- Lord Soames de Fletching.
- Lord Peach, porteur de l'épée de miséricorde[12].

### Forces armées
- Le général Sir Patrick Sanders, chef de l'état-major général, porteur du sceptre de la reine.
- Le lance-corporal of horse Christopher Finney, président de l'Association des croix de Victoria et de George.
- Le Cadet Warrant Officer Elliott Tyson-Lee, portant l'Union Jack.
- Le Petty Officer Amy Taylor, portant l'épée d'offrande ornée de joyaux.

### Fonctionnaires
- David McGill, chef de l'exécutif du Parlement écossais[17].
- Lesley Hogg, chef de l'exécutif de l'Assemblée d'Irlande du Nord[26].
- Antonia Romeo, greffier de la Couronne en chancellerie en Grande-Bretagne.
- Susanna McGibbon, Procureur général de Sa Majesté et Solliciteur pour les Affaires de la Trésorerie de Sa Majesté.

### Lord lieutenants
- Robert Voss, lord-lieutenant de Hertfordshire.

### Lord-maires
- Nicholas Lyons, lord-maire de Londres.
- Hamza Toauzzale, lord-maire de Westminster.

### Maires élus
- Sadiq Khan, maire de Londres.
- Dan Norris, maire de l'Ouest de l'Angleterre.
- Andy Street, maire des Midlands de l'Ouest.
- Tracy Brabin, maire du Yorkshire de l'Ouest.
- Ben Houchen, maire de la vallée de la Tees.
- Oliver Coppard, maire du Yorkshire du Sud.
- Andy Burnham, maire du Grand Manchester.

### Officiers d'armes

#### Angleterre
- David White, roi d'armes de la jarretière principale[27].
- Timothy Duke, roi d'armes de Clarenceux[27].
- Robert Noel, roi d'armes de Norroy et d'Ulster[27].
- Christopher Fletcher-Vane, héraut de Chester[27].
- Clive Cheesman, héraut de Richmond[27].
- John Allen-Petrie, héraut de Windsor[27].
- Peter O'Donaghue, héraut d'York[27].
- Anne Curry, héraut extraordinaire d'Arundel[27].
- John Martin Robinson, héraut extraordinaire de Maltravers[27].
- David Rankin-Hunt, héraut extraordinaire de Norfolk[27].
- Thomas Llod, héraut extraordinaire du Pays de Galles[27].
- Mark Scott, poursuivant bluemantle[27].
- Dominic Ingram, poursuivant portcullis[27].
- Adam Tuck, poursuivant rouge dragon[27].
- Thomas Johnston, poursuivant rouge croix[27].

#### Écosse
- Joseph Morrow, roi d'armes Lord Lyon[27].
- Adam Bruce, héraut de Marchmont[27].
- Liam Devlin, héraut de Rothesay[27].
- Crispin Agnew of Lochnaw, héraut extraordinaire d'Albany[27].
- George Way of Plean, poursuivant de Carrick[27].
- John Stirling, poursuivant d'Ormond[27].
- Roderick Alexander Macpherson, poursuivant de la licorne[27].
- Colin Russell, poursuivant extraordinaire de Falkland[27].
- Professeur Gillian Black, poursuivant extraordinaire de Linlithgow[27].
- Philip Tibbetts, poursuivant extraordinaire de March[27].

### Titulaires des ordres de chevalerie et de bravoure
N.B. : Certains représentants sont répertoriés ailleurs.
- Sir Andrew Ford, Ordre royal de Victoria.
- Mark Compton, Ordre de St John
- Sir Gary Hickinbottom, Chevalier bachelor.
- Dame Susan Ion, Ordre de l'Empire britannique.
- Sir Stephen Dalton, Ordre du bain.
- Lady Mary Peters, Ordre de la jarretière.
- Dominic Troulan, Croix de George.

### Dépendances de la Couronne
- Richard Cripwell, lieutenant-gouverneur de Guernesey.
  - Richard McMahon, bailli de Guernesey.
- Sir Timothy Le Cocq, bailli de Jersey.
- Sir John Lorimer, lieutenant-gouverneur de l'Île de Man.
  - Alfred Cannan, ministre en chef de l'île de Man.

### Territoires britanniques d'outre-mer
- Dileeni Daniel-Selvaratnam, gouverneure d'Anguilla.
  - Ellis Webster, Premier ministre d'Anguilla.
- Paul Candler, commissaire pour le territoire antarctique britannique et le Territoire britannique de l'océan Indien.
- Rena Lalgie, gouverneur des Bermudes[28].
  - Edward David Burt, Premier ministre des Bermudes.
- Jane Owen, gouverneure des Îles Caïmans.
  - Wayne Panton, Premier ministre des Îles Caïmans.
- Alison Blake, gouverneure des Îles Falkland et commissaire des îles de Géorgie du Sud et des Sandwich du Sud.
- Teslyn Barkman, membre de l'Assemblée Législative des îles Falkland
- Sir David Steel, gouverneur de Gibraltar.
  - Fabian Picardo, ministre en chef de Gibraltar.
- Sarah Tucker, gouverneure de Montserrat.
  - Easton Taylor-Farrell, Premier ministre de Montserrat.
- Iona Thomas, gouverneure de Pitcairn.
  - Simon Young, maire de Pitcairn.
- Nigel Phillips, gouverneur de Sainte-Hélène, Ascension et Tristan da Cunha.
- Julie Thomas, ministre en chef de Sainte-Hélène.
- James Glass, Insulaire en chef de Tristan da Cunha.
- Anya Williams, vice-gouverneure des Îles Turques-et-Caïques.
- Charles Washington Misick, Premier ministre des îles Turques-et-Caïques.
- John Rankin, gouverneur des îles Vierges britanniques.
- Natalio Wheatley, Premier ministre et ministre des Finances des îles Vierges britanniques.

## Représentants des autres royaumes du Commonwealth
Les royaumes du Commonwealth sont les quinze États indépendants, y compris le Royaume-Uni, dont Charles III est le monarque. Dans chacun de ces royaumes, à l'exception du Royaume-Uni, les fonctions du monarque sont exercées par un gouverneur général, choisi par le pays lui-même.
- Antigua-et-Barbuda :

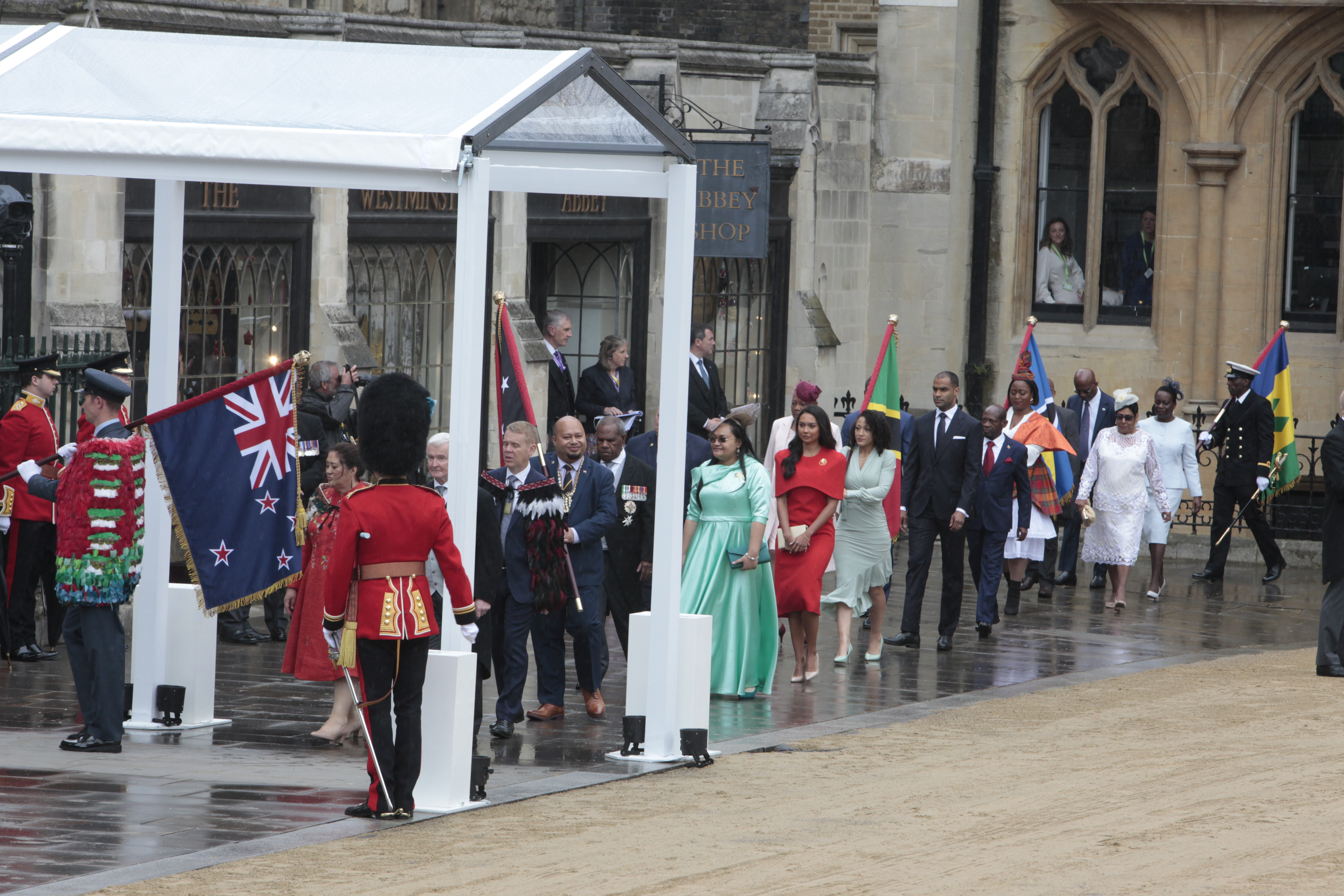
Les gouverneurs généraux et / ou Premiers ministres de cinq des royaumes du Commonwealth entrant dans l'abbaye de Westminster pour le couronnement.

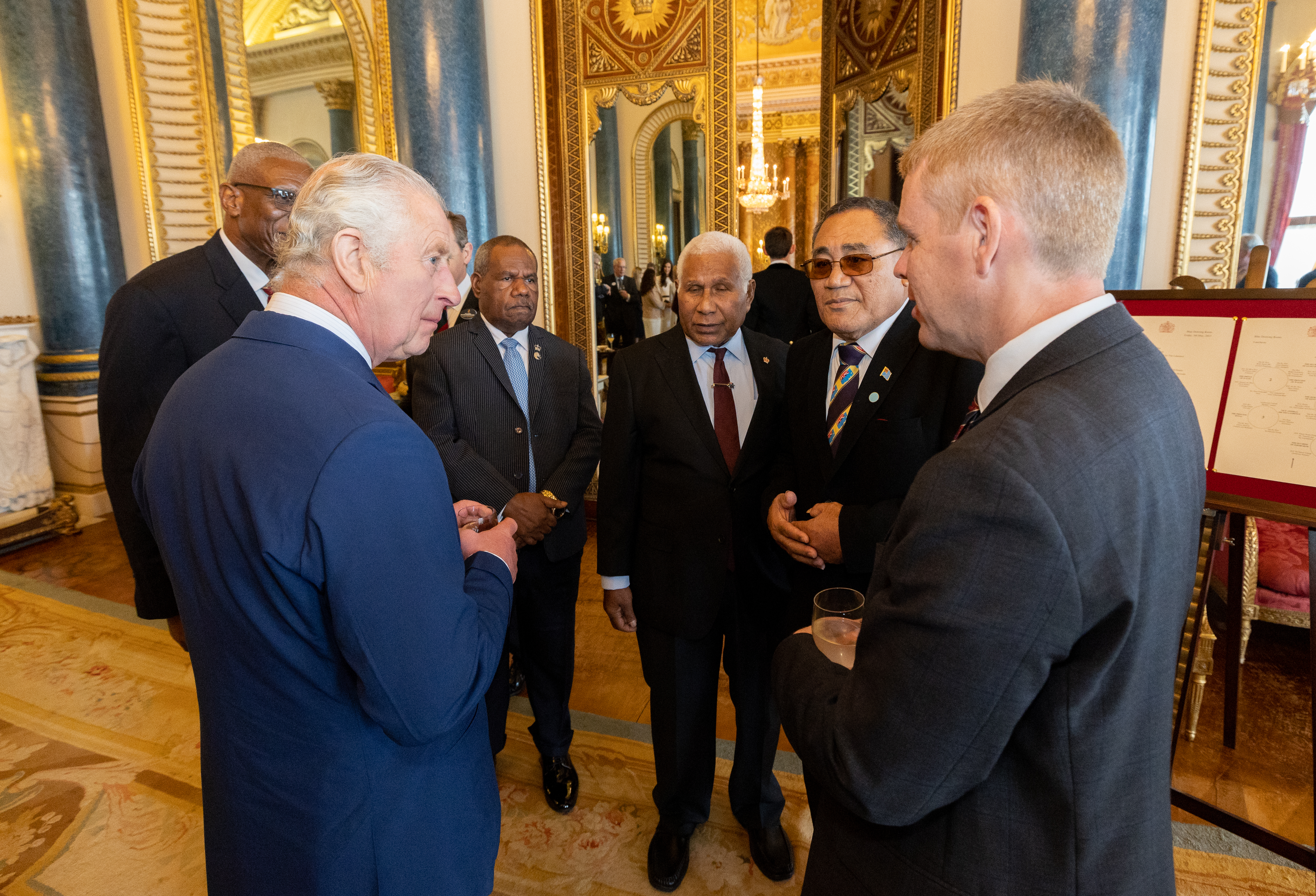
Les quatorze gouverneurs généraux et huit autres Premiers ministres des royaumes du Commonwealth (sur la photo, de gauche à droite : Sir Rodney Williams, Sir Bob Dadae, Sir David Vunagi, Sir Tofiga Vaevalu Falani et Chris Hipkins) ont assisté au couronnement.

  - Sir Rodney Williams, gouverneur général d'Antigua-et-Barbuda, et Lady Sandra Williams ;
  - Gaston Browne, Premier ministre d'Antigua-et-Barbuda, et Maria Bird-Browne[29] ;
  - Paula Frederick-Hunte, secrétaire permanent au Bureau du gouverneur général ;
  - Atlee Rodney, commissaire de la police royale d'Antigua-et-Barbuda ;
  - Dale Mercury, aide de camp du gouverneur général et surintendant adjoint de la police ;
  - Ickford Roberts, comptable général ;
  - Laurie Freeland Roberts, greffier à l'état civil ;
  - Bernard Warner, agent de terrain au Centre de réadaptation pour personnes handicapées ;
  - Kiz Johnson, sénateur, portant le drapeau d'Antigua-et-Barbuda.
- Australie :
  - Général David Hurley, gouverneur général d'Australie, et Linda Hurley[30]
  - Anthony Albanese, Premier ministre de l'Australie, et Jodie Haydon[30],[31]
  - Margaret Beazley, gouverneure de la Nouvelle Galles du Sud[30]
  - Linda Dessau, gouverneure du Victoria[30]
  - Jeannette Young, gouverneure du Queensland[30]
  - Christopher Dawson, gouverneur de l'Australie-Occidentale[30]
  - Frances Adamson, gouverneur de l'Australie-Méridoniale[30]
  - Barbara Baker, gouverneure de Tasmanie[30]
  - Leanne Benjamin, danseur principal du Royal Ballet pendant 21 ans[30]
  - Nicholas Cave, chanteur, auteur-compositeur, acteur, romancier et scénariste[30]
  - Jasmine Coe, artiste et créateur et conservateur de la Coe Gallery[30]
  - Adam Hills, comédien, présentateur, écrivain et défenseur des droits des personnes handicapées[30]
  - Daniel Nour, fondateur des Street Side Medics[30]
  - Yasmin Poole, conférencier, directeur du conseil d'administration et défenseur des droits de la jeunesse[30]
  - Emily Regan, Infirmière basée à Londres qui travaillait pour le NHS[30]
  - Minette Salmon, étudie un doctorat en médecine génomique et statistiques[30]
  - Claire Spencer, leader artistique et premier PDG du Barbican Centre[30]
  - Merryn Voysey, Professeur agrégé de statistiques en vaccinologie à l'Oxford Vaccine Group[30]
  - Caporal Daniel Keighran, récipiendaire de la Croix de Victoria pour l'Australie[30]
  - Caporal Mark Donaldson, récipiendaire de la Croix de Victoria pour l'Australie[32]
  - Adjudant classe deux Keith Payne, récipiendaire de la Croix de Victoria[32]
  - Richard Joyes, récipiendaire de la Croix australienne de la vaillance[30]
  - Yvonne Kenny, soprano[30]
  - Samantha Kerr, joueuse de football, portant le drapeau australien[30]
- Bahamas :
  - le gouverneur général Sir Cornelius Smith et son épouse, Lady Clara Smith[33] ;
  - le Premier ministre Philip Davis et son épouse, Marie Davis[34],[35].
- Belize : le gouverneur général Dame Froyla Tzalam[36].
- Canada :
  - le gouverneur général Mary Simon et son époux Whit Fraser (en) ;
  - le Premier ministre Justin Trudeau et son épouse, Sophie Grégoire[37] ;
  - L'astronaute Jeremy Hansen (porte-drapeau)[38].
- Grenade :
  - le gouverneur général Dame Cécile La Grenade ;
  - le Premier ministre Dickon Mitchell[39].
- Jamaïque : le gouverneur général Patrick Allen et son épouse, Lady Allen[40].
- Nouvelle-Zélande :
  - le gouverneur général Dame Cindy Kiro et son époux, Richard Davies (en)[41] ;
  - le Premier ministre Chris Hipkins[42].
- Papouasie-Nouvelle-Guinée : le gouverneur général Sir Bob Dadae et son épouse[43].
- Saint-Christophe-et-Niévès :
  - le gouverneur général Dame Marcella Liburd ;
  - le Premier ministre Terrance Drew[44].
- Saint-Vincent-et-les-Grenadines :
  - le gouverneur général Dame Susan Dougan ;
  - le Premier ministre Ralph Gonsalves[45].
- Sainte-Lucie : le gouverneur général par intérim Errol Charles[45].
- Îles Salomon : le gouverneur général Sir David Vunagi et son épouse, Lady Mary Vunagi[46].
- Tuvalu : Le gouverneur général Sir Tofiga Vaevalu Falani[47].

## Familles souveraines étrangères
De nombreuses familles souveraines ont été invitées pour le couronnement du roi Charles III.

### Europe
- Belgique : le roi Philippe et la reine Mathilde.
- Danemark : le prince héritier Frederik et la princesse héritière Mary.
- Espagne : le roi Felipe VI et la reine Letizia.
- Liechtenstein : le prince héréditaire Alois et la princesse héréditaire Sophie.
- Luxembourg : le grand-duc Henri et la grande-duchesse María Teresa.
- Monaco : le prince Albert II et la princesse Charlène.
- Norvège : le prince héritier Haakon et la princesse héritière Mette-Marit.
- Pays-Bas : le roi Willem-Alexander et la reine Máxima.
- Suède : le roi Charles XVI Gustave et la princesse héritière Victoria.

### Asie
- Arabie saoudite : le prince Turki ben Mohammed ben Fahd Al Saoud.
- Bahreïn : le roi Hamed ben Issa Al Khalifa et le prince héritier Salman ben Hamad Al Khalifa.
- Bhoutan : le roi Jigme Khesar Wangchuck et la reine Jetsun Pema.
- Brunei : le sultan Hassanal Bolkiah et le prince Mateen Bolkiah.
- Japon : le prince héritier Fumihito, frère cadet de l’Empereur, et son épouse la princesse héritière Kiko[48].
- Jordanie : le roi Abdallah II et la reine Rania.
- Koweït : le prince Mishal Al Sabah.
- Malaisie : le roi Abdullah Shah et la reine Azizah.
- Oman : le prince héritier Theyazin ben Haïtham.
- Qatar : l'émir Tamim ben Hamad Al Thani et la cheikha Jawahir.
- Thaïlande : le roi Rama X et la reine Suthida.

### Afrique
- Eswatini : le roi Mswati III.
- Lesotho : le roi Letsie III et la reine 'Masenate.
- Maroc : la princesse Meryem.

### Océanie
- Tonga : le roi Tupou VI.

## Familles souveraines non régnantes
- Allemagne[49] :
  - le prince Philippe de Hohenlohe-Langenbourg.
  - le landgrave Heinrich Donatus de Hesse.
  - le margrave Bernard de Bade.
- Bulgarie : le roi Siméon II et la reine Margarita[49].
- Grèce : la reine Anne-Marie, le prince Paul et la princesse Marie-Chantal[49].
- Roumanie : la gardienne de la Couronne Margareta et le prince Radu[49].
- Serbie : le prince Alexandre et la princesse Katherine[49].

## Dirigeants politiques
Plusieurs dirigeants du monde entier ont été invités pour le couronnement de Charles III,.

### Europe
- Albanie : le président Bajram Begaj et son épouse, Armanda Bejaj[52].
- Andorre : le co-prince épiscopal Joan-Enric Vives i Sicília[53].
- Allemagne : le président Frank-Walter Steinmeier[54].
- Autriche : le président Alexander Van der Bellen et son épouse, Doris Schmidauer[55].
- Bosnie-Herzégovine : la présidente du Conseil des ministres Borjana Krišto[56].
- Bulgarie : le Premier ministre Galab Donev[57].
- Chypre : le président Níkos Christodoulídis[58].
- Estonie : le président Alar Karis et son épouse, Sirje Karis[59].
- France : le président Emmanuel Macron et son épouse, Brigitte Macron[60],[61].
- Géorgie : la présidente Salomé Zourabichvili[62].
- Grèce : la présidente Ekateríni Sakellaropoúlou[63].
- Hongrie : la présidente Katalin Novák et son mari, István Attila Veres[64].
- Irlande : le président Michael D. Higgins et son épouse, Sabina Higgins[65].
- Islande : le président Guðni Th. Jóhannesson et son épouse, Eliza Reid[66].
- Italie : le président Sergio Mattarella et sa fille, Laura Mattarella.
- Kosovo : la présidente Vjosa Osmani et son époux, Prindon Sadriu[67],[68].
- Lettonie : le président Egils Levits et son épouse, Andra Levite[69].
- Malte : le président George Vella et son épouse, Miriam Vella[70].
- Pologne : le président Andrzej Duda et son épouse, Agata Kornhauser-Duda[71],[72],[73].
- Suisse : le président Alain Berset[74],[75],[76].
- Tchéquie : le président Petr Pavel et son épouse, Eva Pavlová[77].
- Ukraine : la Première dame d'Ukraine, Olena Zelenska[78],[79],[80].
- Union européenne : la présidente de la Commission européenne, Ursula von der Leyen.

### Asie
- Arménie : le président Vahagn Khatchatourian[81].
- Bangladesh : la Première ministre Sheikh Hasina[82].
- Chine : le vice-président Han Zheng[83],[84].
- Inde : le vice-président Jagdeep Dhankhar[85].
- Irak : le président Abdel Latif Rachid et son épouse, Shanaz Ibrahim Ahmed[86].
- Israël : le président Isaac Herzog et son épouse, Michal Herzog[87].
- Maldives : le président Ibrahim Mohamed Solih et son épouse, Fazna Ahmed[88].
- Pakistan : le Premier ministre Shehbaz Sharif[89].
- Philippines : le président Ferdinand Marcos Jr.[90]
- Singapour : la présidente Halimah Yacob[91].
- Sri Lanka : le président Ranil Wickremesinghe[92].

### Afrique
- Afrique du Sud : la ministre des Relations internationales et de la Coopération, Naledi Pandor[93].
- Algérie : le ministre des Affaires étrangères Ahmed Attaf[94]
- Angola : le président João Lourenço et son épouse, Ana Dias Lourenço[95].
- Botswana : le président Mokgweetsi Masisi[96].
- Cameroun : le Premier ministre Joseph Dion Ngute[97].
- Comores : le président Azali Assoumani et son épouse, Ambari Assoumani.
- Djibouti : le président Ismaïl Omar Guelleh[98].
- Égypte : le Premier ministre Moustafa Madbouli[1].
- Gabon : le président Ali Bongo et son épouse, Sylvia Bongo Ondimba[99].
- Gambie : le vice-président Muhammad B.S. Jallow[100].
- Ghana : le président Nana Akufo-Addo[101].
- Guinée : le Premier ministre Bernard Goumou[102].
- Kenya : le président William Ruto[103].
- Liberia : le président George Weah[104].
- Madagascar : la ministre des Affaires étrangères, Yvette Sylla[105].
- Mauritanie : le président Mohamed Ould Ghazouani[106].
- Malawi : le président Lazarus Chakwera[107].
- Maurice : le président Prithvirajsing Roopun[108].
- Mozambique : le président Filipe Nyusi[109],[110].
- Namibie : le Premier ministre Saara Kuugongelwa-Amadhila.
- Niger : le président Mohamed Bazoum[111].
- Nigeria : le président Muhammadu Buhari[112].
- Rwanda : le président Paul Kagame et son épouse, Jeannette Kagame[113].
- Sénégal : le président Macky Sall[114].
- Seychelles : le président Wavel Ramkalawan et son épouse Linda Ramkalawan[115].
- Sierra Leone : le président Julius Maada Bio et son épouse Fatima Bio[116].
- Tanzanie : la haute-commissaire de Tanzanie à Londres, Asha-Rose Migiro.
- Togo : le président Faure Gnassingbé[117].
- Tunisie : le ministre des Affaires étrangères, Nabil Ammar[118].
- Ouganda : le ministre des Affaires étrangères, Jeje Odongo.
- Zambie : le président Hakainde Hichilema et son épouse, Mutinta Hichilema[119].

### Amérique
- Brésil : le président Luiz Inácio Lula da Silva et son épouse, Rosângela Lula da Silva[120].
- Colombie : la Première dame de Colombie, Verónica Alcocer.
- Dominique : le président Charles Savarin.
- États-Unis : la Première dame des États-Unis, Jill Biden (traditionnellement, les présidents américains n'assistent pas aux couronnements des monarques britanniques)[121].
- Guyana : le président Irfaan Ali[122].
- Paraguay : le président Mario Abdo et son épouse Silvana López Moreira[123].
- République dominicaine : le président Luis Abinader et son épouse, Raquel Arbaje[124].

### Océanie
- Fidji : le président Wiliame Katonivere[91].
- Îles Marshall : le président David Kabua.
- Nauru : le président Russ Kun.

## Absences
- Croatie : le président Zoran Milanović fut invité, mais ne peut pas assister à cause d'un défaut de l'avion présidentiel.
- Serbie : le président Aleksandar Vučić fut invité, mais annule son invitation à cause de la fusillade de l'école primaire Vladislav Ribnikar trois jours plus tôt.
- Turquie : le président Recep Tayyip Erdoğan fut invité, mais décline son invitation à cause de l'élection présidentielle prochaine.